# Літня школа
Літня школа — різновид річного шкільного табору, в якому поєднуються літній відпочинок і активні заняття в тій чи іншій галузі науки. Як правило, проводять такі школи студенти та аспіранти вишів, вчені-ентузіасти. Літні школи покликані в тій чи іншій мірі моделювати наукове співтовариство і залучати обдарованих школярів до дослідницької роботи.

## Історія

### У СРСР
Перші літні школи в СРСР з'явилися в роки «відлиги», приблизно збігшись за часом з появою перших спеціалізованих шкіл з поглибленим вивченням окремих предметів. Першою літньою школою вважається фізико-математична школа, що була проведена у 1962 році під керівництвом О. А. Ляпунова у Новосибірському Академмістечку. Починаючи з 1964 року до організації школи активно залучалися студенти. У 1965 році в одному з провідних піонерських таборів країни, «Орлятка», відбулася перша літня «профільна» зміна — для школярів, які цікавляться фізикою та математикою. Ідея була підхоплена і схвалена партійно-комсомольським керівництвом — в багатьох таборах стали з'являтися навчально-наукові зміни. У 1970-ті роки з'явилося ще кілька шкіл, які проводяться щорічно: школа «Зубренок» в Білорусі з 1970 р., школи «Інтеграл» в Волгограді і «орбіталь» в Казані з 1972 р., Красноярська літня школа з 1976 р., Омський річний фізматлагерь з 1978 р. В основному літні школи в ті роки мали фізико-математичну спрямованість.
У 1980-ті роки з'являються школи хімічного та біологічного профілів, а також багатопрофільні школи, в яких діє кілька відділень — від двох-трьох до півтора десятка. Розквіт літніх шкіл припадає на пострадянський період. Сьогодні в Росії постійно діє кілька десятків літніх шкіл.

## Основні риси літніх шкіл
Більшість літніх шкіл дійсно проходить під час літніх канікул, хоча бувають також зимові, весняні школи, що проводяться схожим чином. Часто літні школи проводяться вишами, школами, освітніми центрами. Зміни тривають від тижня до місяця. Проходять такі школи, як правило, на базі санаторію або бази відпочинку, хоча бувають і польові школи, де учасники живуть у наметовому таборі. Літні школи — некомерційні освітні проекти, існують на батьківські внески, іноді частково або повністю фінансуються регіональними органами освіти або місцевою владою.
Відбір учасників конкурсний, як правило діє той чи інший механізм спадкоємності — школяр, успішно брав участь в роботі школи, запрошується на наступний рік без співбесід. Серед викладачів — молоді вчені, студенти та аспіранти ВНЗ, шкільні вчителі-ентузіасти. За рахунок багаторазової участі школярів і викладачів, в традиційних літніх школах формується своєрідна середу, складається колектив друзів-однодумців.
Навчальна програма більшості літніх шкіл припускає обов'язкові заняття з профільних предметів і широкий спектр необов'язкових, факультативних занять, олімпіад, лекцій, семінарів, студій. За обов'язковим курсам учасники зазвичай повинні здавати заліки або виконувати дослідницькі завдання. Велика роль відводиться неформальному спілкуванню школярів, студентів і викладачів, як на наукові теми, так і на загальнолюдські.
У літніх школах проводяться спортивні заняття, екскурсії, свята, заняття творчою самодіяльністю.

## Статті про літні школи
- Тимур Юсупов.Где летом подростки занимаются наукой [Архівовано 4 березня 2016 у Wayback Machine.](рос.)
- Вячеслав Загорский.«Химера» в Китеже, или Как рождается учитель. [Архівовано 2 квітня 2015 у Wayback Machine.](рос.)
- Вячеслав Загорский. Ничего обязательного. Летние школы борются за студентов [Архівовано 4 березня 2016 у Wayback Machine.] Учительская газета, 28 июня 2005 года(рос.)
- Вячеслав Загорский. Летняя образовательная альтернатива.[недоступне посилання з квітня 2019](рос.)
- Петр Иванов.Питательный бульон российской науки. [Архівовано 27 лютого 2008 у Wayback Machine.](рос.)
- Воспоминания о летних школах в Сибири в 70-е годы.[недоступне посилання з квітня 2019](рос.)